# Michel Carliez
Pour les articles homonymes, voir Carliez.
Michel Carliez, né à Paris, est un acteur, cascadeur et coordinateur des combats et des cascades français.
Claude Carliez est le fils de Michel Carliez.

## Filmographie

### Cinéma
- 1984 : L'Arbalète de Sergio Gobbi
- 1985 : Dangereusement vôtre (A View to a Kill) de John Glen
- 1985 : Trois hommes et un couffin de Coline Serreau
- 1986 : Justice de flic de Michel Gérard
- 1989 : Valmont de Miloš Forman
- 1991 : La Totale ! de Claude Zidi
- 1991 : La Valse des pigeons de Michaël Perrotta
- 1994 : La Fille de d'Artagnan de Bertrand Tavernier
- 1995 : Le Hussard sur le toit de Jean-Paul Rappeneau
- 1996 : Hercule et Sherlock de Jeannot Szwarc
- 2001 : La Jeunesse des trois mousquetaires (Young Blades) de Mario Andreacchio
- 2002 : La Vengeance de Monte Cristo (The Count of Monte Cristo) de Kevin Reynolds
- 2003 : Lagardère de Henri Helman
- 2006 : Ne le dis à personne de Guillaume Canet
- 2008 : JCVD de Mabrouk El Mechri
- 2012 : Astérix et Obélix : Au service de sa Majesté de Laurent Tirard
- 2013 : Angélique d'Ariel Zeitoun
- 2013 : Les Trois Mousquetaires (Три мушкетёра) de Sergueï Jigounov
- 2019 : J'accuse de Roman Polanski
- 2021 : Mourir peut attendre (No Time to Die) de Cary Joji Fukunaga
- 2022 : The Gray Man (ou L'Homme gris) de Anthony et Joe Russo
- 2023 : Une affaire d'honneur (The Edge of the blade) de Vincent Perez

### Télévision
- 2019 : Noces d'or de Nader T. Homayoun